# برتيليموماب
برتيليموماب هو جسم مضاد وحيد النسيلة تؤثر على فعالية الخلايا الحمضة. حالياً الدواء في المرحلة الثانية من التجارب السريرية، حيث أنه يجرب ليستخدم في أمراض الأمعاء الالتهابية مثل التهاب القولون التقرحي وداء كرون إضافة لاستخدامات أخرى.